# 카라독

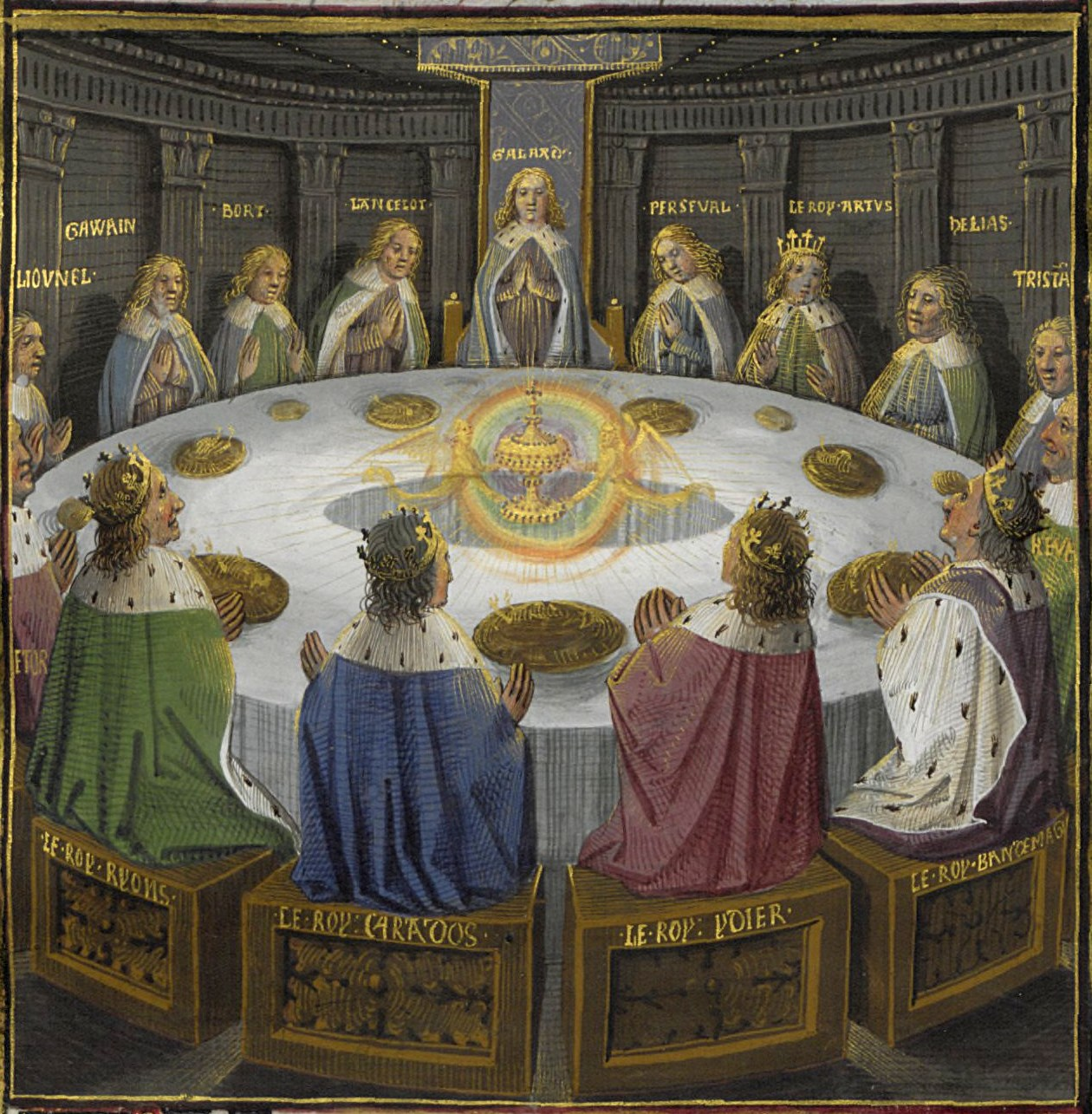
원탁의 기사들. 앞쪽에 파란색 망토를 입고 뒤통수만 보이는 이가 카라독.

카라독 브레이흐브라스(웨일스어: Caradog Freichfras, 중세 웨일스어: Caradoc Vreichvras 카라닥[kʰaˈɾɑːdak]→호완의 카라독)은 구엔트 왕국의 조상이라고 전해지는 반전설적 인물이다. 5세기 또는 6세기 사람이라고 한다. 브리튼 이야기에 카라도 브리프브라(프랑스어: Carados Briefbras→단완의 카라도)라는 이름의 원탁의 기사로 등장한다.

## 역사성
이런 사람이 정말 있었는지는 불분명하다. 어쩌면 로마의 브리튼 침공에 저항한 브리튼인 영웅 카라타쿠스, 앵글로색슨인의 브리타니아 정착 당시 웨섹스 색슨인의 왕 케르디쿠스 등이 혼동된 결과일 수 있다. 카라독의 가계는 문헌마다 제각각인데, 『마비노기온』에서는 리르 마리니(Llŷr Marini)의 아들이라고 한다. 한편 브르타뉴에서 발견되는 첫 번쩨 퍼시벌 전설에서는 카라독의 아버지 이름도 카라독이라고 해서 혼란을 가중시킨다.
몇몇 고고학자들은 전설의 카라독 브레이흐브라스의 정체가 6세기 구엔트의 군주였던 카라독 압 어너르(웨일스어: Caradoc ap Ynyr)이며, 구엔트가 옛 실루레스의 땅이었던 바 그 이름이 과거의 영웅 카라타쿠스와 의도적으로 유사한 것이라고 해석한다.

## 켈트 신화
프러데인섬의 삼제시에서 카라독은 아르서르의 봉신으로 콘월 켈리윅을 근거지로 삼고 있고, 프러데인의 3대 기사 중 한 명이라고 한다. 카라독의 말은 루아고르(웨일스어: Lluagor)라고 했으며, 아내는 테가우 에우르브론(웨일스어: Tegau Eurfron→아름다운 황금의 젖가슴)이다. 이 아내 역시 프러데인의 3대 미녀 중 한 명으로 언급된다. 그리고 이 부부의 금슬은 프러데인의 3대 유대 중 하나일 정도로 끈끈했다.